# Skyworks Solutions
Skyworks Solutions ist ein US-amerikanisches Halbleiterunternehmen mit Hauptsitz in Woburn (Massachusetts). Skyworks stellt Halbleiter für Funkfrequenz- und Mobilkommunikationssysteme her. Zu den Produkten gehören Leistungsverstärker, Front-End-Module und Produkte für Mobilteile und Geräte für die drahtlose Infrastruktur.
Das Unternehmen wird an der NASDAQ unter dem Kürzel SWKS gehandelt. Im Geschäftsjahr 2019 hatte es einen Umsatz von 5,1 Milliarden US-Dollar und ca. 11.000 Mitarbeiter.

## Geschichte
Das Unternehmen entstand aus einer Fusion von Alpha Industries und der Mobilfunksparte von Conexant, die am 26. Juni 2002 in Kraft trat. Skyworks hat seinen Hauptsitz in Woburn, und verfügt über Produktionsstätten in Woburn, Newbury Park (Kalifornien) und Mexicali (Mexiko). Es hat Designzentren in Woburn, Kalifornien, North Carolina, Iowa und Kanada. Laut seiner Website verfügt das Unternehmen über Einrichtungen für Design, Engineering, Herstellung, Marketing, Vertrieb und Service in Nordamerika, Europa, Japan, China, Taiwan, Singapur und Südkorea.
Am 5. Oktober 2015 schloss Skyworks Solutions eine endgültige Vereinbarung zur Übernahme von PMC-Sierra für zwei Mrd. US-Dollar. Skyworks  zog sich jedoch von dem Deal zurück, nachdem es von Microsemi überboten worden war. 2021 übernahm Skyworks Solutions die Produktlinien Broadcast, Timing und Isolation von Silicon Labs.